# Variétés (film, 1935)
Pour les articles homonymes, voir variété et Variétés (film).
Pour plus de détails, voir Fiche technique et Distribution.
Variétés est un film franco-allemand réalisé par Nicolas Farkas tourné et sorti en 1935.

## Synopsis
Deux acrobates, Georges et Pierre aiment leur partenaire Anne. Anne aime Pierre et Georges est jaloux. Un soir, elle s'évanouit sur son trapèze et Pierre la sauve. Le trio est dissous. Anne et Pierre continuent à travailler ensemble tandis que Georges abandonne le cirque

## Fiche technique
- Réalisation : Nicolas Farkas
- Scénario : d'après le roman Der Eid des Stefan Huller de Felix Hollaender
- Adaptation : Nicolas Farkas, Rolf E.Vanloo
- Dialogue : André-Paul Antoine
- Décors : Serge Pimenoff
- Photographie : Victor Arménise
- Musique : Hans Carste
- Montage : Roger Spiri-Mercanton
- Société de production : Bavaria Films - Les Films E.F - Vandor Films
- Directeur de production : Ernest Franzos
- Société de distribution : Pathé Consortium Cinéma
- Pays :  France- Reich allemand
- Genre : Drame
- Durée : 100 min
- Dates de sortie : 
  - France : 5 octobre 1935 ou 19 octobre 1935 (Source Musée Jean Gabin à Mériel)

## Distribution
- Jean Gabin : Georges, trapéziste
- Annabella : Jeanne, la trapéziste
- Fernand Gravey : Pierre, le trapéziste
- Nicolas Koline : Le vieux clown
- Jean Sinoël : Max, le manager des trapézistes
- Camille Bert : Le directeur
- Germaine Reuver : L'amie
- Marcel Pérès : L'homme de piste
- Georges Saillard
- Teddy Michaud
- André Lannes

## Article annexe
- Liste des longs métrages allemands créés sous le nazisme

## Autour du film
Les scènes d'acrobaties au trapèze sont doublées par des professionnels : Madame Alexime et les deux Marcès